# Иарлей
Педро Иарлей Лима Дантас (порт. Pedro Iarley Lima Dantas; 29 марта 1974, Кишерамобин, штат Сеара) — бразильский футболист, нападающий.

## Биография
Фактически на высшем уровне заиграл только с 27 лет, когда вернулся из второсортных клубов низших дивизионов Испании играть в Бразилию. И с тех пор он неожиданно стал с каждым годом играть всё лучше и лучше. В 2003 году аргентинский клуб «Бока Хуниорс» купил Иарлея. В этой команде нападающий стал чемпионом Аргентины и обыграл в матче за Межконтинентальный кубок итальянский «Милан».
После полутора сезонов, проведённых в Мексике, Иарлей вернулся в чемпионат Бразилии и испытал второе рождение в «Интернасьонале», завоевав множество титулов с этим клубом (в том числе с его паса в финале Клубного чемпионата мира Адриано Габиру забил победный мяч в ворота испанской «Барселоны»).
В 2008 году, будучи вице-капитаном «Интернасьонала», Иарлей принял решение перейти в ФК «Гоияс».

## Достижения
«Бока Хуниорс»
- Чемпион Аргентины: 2003 (Апертура)
- Межконтинентальный кубок: 2003

«Интернасьонал»
- Кубок Либертадорес: 2006
- Клубный чемпионат мира: 2006
- Победитель Кубка Дубая: 2008